# Birch River (Virginia Occidental)
Birch River es un lugar designado por el censo ubicado en el condado de Nicholas en el estado estadounidense de Virginia Occidental. En el Censo de 2010 tenía una población de 107 habitantes y una densidad poblacional de 108,43 personas por km².

## Geografía
Birch River se encuentra ubicado en las coordenadas 38°29′44″N 80°45′10″O / 38.49556, -80.75278. Según la Oficina del Censo de los Estados Unidos, Birch River tiene una superficie total de 0.99 km², de la cual 0.95 km² corresponden a tierra firme y (3.41%) 0.03 km² es agua.

## Demografía
Según el censo de 2010, había 107 personas residiendo en Birch River. La densidad de población era de 108,43 hab./km². De los 107 habitantes, Birch River estaba compuesto por el 99.07% blancos, el 0% eran afroamericanos, el 0.93% eran amerindios, el 0% eran asiáticos, el 0% eran isleños del Pacífico, el 0% eran de otras razas y el 0% pertenecían a dos o más razas. Del total de la población el 0% eran hispanos o latinos de cualquier raza.